# Região Metropolitana de Cracóvia
Aglomeracja krakowska é uma região metropolitana da Polónia, na voivodia da Pequena Polónia. Estende-se por uma área de 3 072,29 km², com 1 250 000 habitantes, segundo os censos de 2007, e uma densidade de 407 hab/km².